# ゾフィア・フォン・ポンメルン (ポメラニア公妃)
ゾフィア・フォン・ポンメルン（ドイツ語：Sophia/Sofia von Pommern, 1435年ごろ - 1497年8月24日）は、ポメラニア＝スウプスク公ボギスラフ9世の娘で、ポメラニア公エーリヒ2世の妃。父ボギスラフ9世は従兄弟デンマーク・ノルウェーおよびスウェーデン王エーリヒ1世の王位継承者とされていた。

## 生涯
ゾフィアは、ポメラニア＝スウプスク公ボギスラフ9世公とその妃マリア・マゾヴィエツカの娘である。ゾフィアには兄弟がおらず、唯一の妹であるアレクサンドラは、1454年に若年で亡くなった。1446年に父ボギスラフ9世が死去した後、父の従兄弟であるエーリヒ1世がポメラニア＝シュトルプ公となった。エーリヒ1世は波瀾万丈の生涯を送り、1439年に追放されるまで北欧王国の王であった。
エーリヒ1世には子供がいなかった。1451年にゾフィアは親族であるエーリヒ2世（ポメラニア＝ヴォルガスト公ヴァルティスラフ9世の長男）と結婚した。エーリヒ1世が1459年に亡くなったとき、ゾフィアはエーリヒ1世の財産、特に「後に年代記作者カンツォーが一部自身の経験に基づいて報告している金銀の宝石や貴石の膨大な宝物」を相続した。ゾフィアの夫エーリヒ2世はポメラニア＝スウプスクの領地を相続した。
ゾフィアと夫エーリヒ2世の関係は、歴史上では良好ではないとされている。『Allgemeine Deutsche Biographie』（1877年）によると、「（ゾフィアは）権力への欲望のため夫を傷つけ、その中でエーリヒ1世の相続人であるゾフィアは自分をポメラニアの本当の女主人であると考えていた」と述べている。ゾフィアは「相続したヒンターポンメルンのリューゲンヴァルデ城において夫とは別居し、夫への憎しみから自分の子供たちを無視し、廷臣ハンス・フォン・マッソウと禁断の関係を築いていた」という。ゾフィアが子供たちを無視したという話は、若い頃息子ボギスラフ10世に仕えていたとされるハンス・ランゲの伝説にも含まれている。
ゾフィアは、1474年の夫の死から20年以上後の1497年にスウプスクで亡くなり、そこのドミニコ会修道院に埋葬された。
歴史家のクラウス・コンラートは、ゾフィアを「グリフ家の最も重要な女性の一人だが、そのイメージは息子ボギスラフ10世の中傷により暗いものとなった」と評した。

## 子女
- ボギスラフ10世（1454年 - 1523年） - ポメラニア公
- カジミール6世（1455年 - 1474年）
- エリーザベト（1463年没） - ザクセン＝ラウエンブルク公ヨハン5世と婚約
- ゾフィー（1462年頃 - 1504年） - メクレンブルク公マグヌス2世と結婚
- エリーザベト（1463年 - 1516年） - クルンミン女子修道院長、フェルヒェンのベネディクト会修道院長
- ヴァルティスラフ11世（1465年以降 - 1474年）
- バルニム（9世）（1465年以降 - 1474年）
- 息子 - 早世
- 娘 - 早世
- マルガレーテ（1470年 - 1526年） - メクレンブルク公バルタザールと結婚
- カタリーナ（1470年 - 1526年） - ブラウンシュヴァイク＝ヴォルフェンビュッテル公ハインリヒ1世と結婚
- マリア（1474年以前 - 1512年） - ヴォリンのシトー会修道院長